# Campionati del mondo Ironman 70.3 del 2018
La gara valida per i Campionati del mondo Ironman 70.3 del 2018 si è tenuta in data 2 settembre a Port Elizabeth, Sudafrica.
Tra gli uomini ha vinto il tedesco Jan Frodeno, che è andato così a bissare la vittoria dell'edizione del 2015.
Tra le donne si è laureata campionessa del mondo Ironman 70.3 l'elvetica Daniela Ryf, quarta volta iridata dopo le vittorie del 2014, del 2015 e del 2017.
Si è trattata della 13ª edizione dei campionati mondiali di Ironman 70.3, che si tengono annualmente dal 2006. I campionati sono organizzati dalla World Triathlon Corporation (WTC).

## Ironman 70.3 - Risultati dei Campionati

### Uomini
|    | 03:36:31 | Jan Frodeno       | Germania      | 21:54 | 02:04:29 | 01:06:34 |
|    | 03:37:42 | Alistair Brownlee | Regno Unito   | 21:58 | 02:04:30 | 01:07:40 |
|    | 03:38:27 | Javier Gómez      | Spagna        | 21:57 | 02:04:37 | 01:13:00 |
| 4  | 03:42:44 | Ben Kanute        | Stati Uniti   | 21:52 | 02:04:37 | 01:12:38 |
| 5  | 03:43:06 | Pieter Heemeryck  | Belgio        | 22:22 | 02:04:15 | 01:13:00 |
| 6  | 03:43:58 | Sam Appleton      | Australia     | 21:59 | 02:04:22 | 01:13:57 |
| 7  | 03:48:12 | Adam Bowden       | Regno Unito   | 22:00 | 02:11:56 | 01:10:15 |
| 8  | 03:49:17 | Braden Currie     | Nuova Zelanda | 21:58 | 02:09:15 | 01:14:06 |
| 9  | 03:50:39 | Michael Weiss     | Austria       | 26:55 | 02:08:17 | 01:10:45 |
| 10 | 03:51:36 | Rodolphe Von Berg | Stati Uniti   | 21:57 | 02:10:59 | 01:14:05 |

### Donne
|    | 04:01:12 | Daniela Ryf      | Svizzera    | 24:24 | 02:15:27 | 01:16:59 |
|    | 04:04:58 | Lucy Charles     | Regno Unito | 23:00 | 02:17:12 | 01:20:36 |
|    | 04:07:21 | Anne Haug        | Germania    | 24:26 | 02:23:16 | 01:15:11 |
| 4  | 04:13:43 | Pamella Oliveira | Brasile     | 24:24 | 02:23:18 | 01:21:29 |
| 5  | 04:13:49 | Radka Vodickova  | Rep. Ceca   | 24:24 | 02:23:30 | 01:21:39 |
| 6  | 04:14:39 | Imogen Simmonds  | Svizzera    | 24:25 | 02:23:29 | 01:22:33 |
| 7  | 04:14:56 | Jeanni Seymour   | Sudafrica   | 24:24 | 02:27:21 | 01:19:08 |
| 8  | 04:15:11 | Ellie Salthouse  | Australia   | 25:43 | 02:25:54 | 01:19:24 |
| 9  | 04:15:52 | Emma Pallant     | Regno Unito | 25:55 | 02:25:57 | 01:20:04 |
| 10 | 04:15:59 | Sarah True       | Stati Uniti | 24:23 | 02:29:11 | 01:17:58 |

## Ironman - Risultati della serie

### Uomini
| Continente       | Evento                      | Oro                      | Tempo   | Argento                 | Tempo   | Bronzo                    | Tempo   |
| Nord America     | Arizona                     | Andrew Hall              | 4:07:35 | Manuel Díaz             | 4:20:49 | Michael Rundio            | 4:21:31 |
| Nord America     | Atlantic City               | Matt McWilliams          | 4:00:40 | Thomas Lennon           | 4:09:12 | Antoine Francoeur         | 4:12:33 |
| Nord America     | Augusta                     | Timothy O'Donnell        | 3:42:07 | Jackson Laundry         | 3:44:50 | Ivan Tutukin              | 3:46:01 |
| Nord America     | Boulder                     | Callum Millward          | 3:47:04 | Ben Hoffman             | 3:47:07 | Matt Chrabot              | 3:48:08 |
| Nord America     | Calgary                     | Dave Van Reeuwyk         | 4:02:53 | Ben Rudson              | 4:03:13 | Scott Cooper              | 4:08:21 |
| Nord America     | Campeche                    | Terenzo Bozzone          | 3:49:40 | Michael Weiss           | 3:50:40 | Rodolophe Von Berg        | 3:54:21 |
| Nord America     | Canada                      | Elliot Holtham           | 4:08:50 | Nicholas Lightbody      | 4:09:10 | Dylan Gleeson             | 4:18:49 |
| Nord America     | Chattanooga                 | Andrew Starykowicz       | 3:46:28 | Jackson Laundry         | 3:47:16 | Adam Otstot               | 3:48:13 |
| Nord America     | Coeur d'Alene               | Matt Hanson              | 3:50:09 | Kennett Peterson        | 3:52:48 | Andrew Starykowicz        | 3:53:40 |
| Nord America     | Cozumel                     | Michael Weiss            | 3:47:14 | Tyler Butterfield       | 3:49:25 | Alan Carrillo Avila       | 3:52:33 |
| Nord America     | Eagleman                    | Cody Beals               | 3:49:04 | Adam Otstot             | 3:55:32 | Tim Rea                   | 3:56:30 |
| Nord America     | Florida                     | Rafael Sousa             | 4:11:56 | Nathan Buttrick         | 4:14:53 | Seth Ruhling              | 4:15:41 |
| Nord America     | Gulf Coast                  | Steve Jackson            | 4:03:49 | Thiago Bianchini        | 4:09:57 | Jordan Bailey             | 4:12:01 |
| Nord America     | Hawaii                      | Charles Perreault        | 4:21:46 | Ritch Viola             | 4:24:51 | Jorge Fuentes             | 4:25:20 |
| Nord America     | Indian Wells                | Lionel Sanders           | 3:45:59 | Joe Gambles             | 3:48:17 | Kennett Peterson          | 3:50:40 |
| Nord America     | Lake Placid                 | Scott Hansen             | 4:30:15 | Colin Martin            | 4:31:54 | Ryan Macdonald            | 4:32:04 |
| Nord America     | Los Cabos                   | Sam Appleton             | 3:48:43 | Mauricio Mendez         | 3:53:29 | Joe Gambles               | 3:57:42 |
| Nord America     | Maine                       | Matthew Hurley           | 4:04:43 | Benjamin Williams       | 4:05:46 | Joel Maley                | 4:09:47 |
| Nord America     | Mont-Tremblant              | Lionel Sanders           | 3:40:58 | Rodolphe Von Berg       | 3:44:02 | Brent Mcmahon             | 3:45:53 |
| Nord America     | Monterrey                   | Antony Costes            | 3:40:49 | Andrew Starykowicz      | 3:41:58 | Kevin Collington          | 3:42:35 |
| Nord America     | Muncie                      | Cameron Hackett          | 4:07:06 | Matt Hutchinson         | 4:08:28 | Greg Grosicki             | 4:11:53 |
| Nord America     | Muskoka                     | Matt Mcwilliams          | 4:05:36 | Nick Cosman             | 4:10:29 | Marco Corti               | 4:14:18 |
| Nord America     | New Orleans                 | Matthew Raske            | 3:58:15 | Van Fletcher            | 4:01:15 | Vincent Terrier           | 4:01:21 |
| Nord America     | Oceanside                   | Jan Frodeno              | 3:45:05 | Lionel Sanders          | 3:48:58 | Timothy James Reed        | 3:53:08 |
| Nord America     | Ohio                        | Michael Vanacora         | 4:04:36 | Joshua Park             | 4:14:32 | Mitchell Dyer             | 4:16:11 |
| Nord America     | Santa Cruz                  | Eric Lagerstrom          | 3:47:25 | Ben Hoffman             | 3:49:04 | Justin Metzler            | 3:51:45 |
| Nord America     | Santa Rosa                  | Jackson Laundry          | 3:21:42 | Tyler Butterfield       | 3:22:34 | Timothy O'Donnell         | 3:25:25 |
| Nord America     | St George                   | Lionel Sanders           | 3:41:11 | Sebastian Kienle        | 3:42:38 | Michael Weiss             | 3:43:14 |
| Nord America     | Steelhead                   | Eric Lagerstrom          | 3:48:02 | Andrew Starykowicz      | 3:51:40 | Igor Amorelli             | 3:52:15 |
| Nord America     | Superfrog                   | Davis Frease             | 4:15:45 | Joel Maley              | 4:18:19 | Matthew Davis             | 4:19:05 |
| Nord America     | Syracuse                    | Nicolas Uribe            | 4:16:49 | David Slavinski         | 4:31:11 | Timothy Maxon             | 4:32:06 |
| Nord America     | Texas                       | Ben Kanute               | 3:43:44 | Michael Weiss           | 3:45:40 | Andrew Starykowicz        | 3:46:30 |
| Nord America     | Victoria                    | Cody Beals               | 3:54:45 | Brent Mcmahon           | 3:58:27 | Nathan Killam             | 4:02:50 |
| Nord America     | Waco                        | Andrew Starykowicz       | 3:21:40 | Tj Tollakson            | 3:21:51 | Joe Gambles               | 3:22:29 |
| Nord America     | Wisconsin                   | David Luy                | 4:18:51 | Aaron Springhetti       | 4:22:28 | Mitchell Dyer             | 4:23:48 |
| Europa           | Aix-en-Provence             | Andi Boecherer           | 3:53:09 | Denis Chevrot           | 3:58:27 | Kevin Maurel              | 3:58:43 |
| Europa           | Barcelona                   | Javier Gomez             | 4:01:38 | David Mcnamee           | 4:04:45 | Bart Aernouts             | 4:06:40 |
| Europa           | Cascais                     | Fernando Alarza          | 3:54:57 | João Silva              | 3:57:23 | Filipe Azevedo            | 3:57:41 |
| Europa           | Dun Laoghaire               | Elliot Smales            | 4:13:58 | Andy Potts              | 4:18:11 | Bryan Mccrystal           | 4:23:27 |
| Europa           | Edinburgh                   | Yvan Jarrige             | 4:07:31 | Matt Chrabot            | 4:07:39 | Will Clarke               | 4:08:55 |
| Europa           | Elsinore                    | Rodolphe Von Berg        | 3:40:22 | Adam Bowden             | 3:40:52 | Bart Aernouts             | 3:44:38 |
| Europa           | Finland                     | Matt Trautman            | 3:54:35 | Manuel Kueng            | 3:57:46 | Christian Kramer          | 3:58:42 |
| Europa           | Gdynia                      | Timothy O'Donnell        | 3:47:40 | Nils Frommhold          | 3:52:57 | Markus Liebelt            | 3:53:27 |
| Europa           | Haugesund                   | Allan Hovda              | 3:57:21 | MariusÂ Elvedal         | 4:08:51 | Tor-Aanen Kallekleiv      | 4:14:21 |
| Europa           | Emilia-Romagna              | Tommy Aleksandersen      | 4:11:25 | Fabio Pruiti            | 4:14:15 | Roberto Ruiz              | 4:15:11 |
| Europa           | Jonkoping                   | Florian Angert           | 3:50:51 | Pieter Heemeryck        | 3:51:10 | Max Newmann               | 3:52:31 |
| Europa           | Kraichgau                   | Jan Frodeno              | 3:49:04 | Patrick Lange           | 3:55:34 | Nicholas Kastelein        | 3:57:12 |
| Europa           | Lanzarote                   | Tom Lecomte              | 3:51:41 | Emilio Aguayo Munoz     | 3:57:46 | George Goodwin            | 4:01:11 |
| Europa           | Luxembourg                  | Manuel Kueng             | 3:51:59 | Romain Guillaume        | 3:54:29 | Colin Norris              | 3:56:23 |
| Europa           | Mallorca                    | Tom Suetens              | 4:09:53 | Lars Petter Stormo      | 4:14:35 | Niels Esmeijer            | 4:16:05 |
| Europa           | Marbella                    | David Mcnamee            | 3:57:46 | Chris Leiferman         | 3:57:46 | Andreas Dreitz            | 3:58:41 |
| Europa           | Nice                        | Thomas Huwiler           | 4:22:04 | Dominik Sowieja         | 4:26:23 | Julien Pousson            | 4:27:37 |
| Europa           | Otepaa                      | Pirmin Tamm              | 4:14:32 | Rinalds Sluckis         | 4:15:25 | Harri Sokk                | 4:15:41 |
| Europa           | Ruegen                      | Florian Angert           | 3:47:35 | Patrick Lange           | 3:50:05 | Horst Reichel             | 3:51:56 |
| Europa           | Slovenian Istria            | Michal Rajca             | 4:18:52 | Jakob Heindl            | 4:21:10 | Janez Klancnik            | 4:22:01 |
| Europa           | St Polten                   | Michael Weiss            | 3:51:35 | Ruedi Wild              | 3:53:19 | Giulio Molinari           | 3:54:02 |
| Europa           | Staffordshire               | Elliot Smales            | 3:59:22 | George Goodwin          | 4:01:35 | Bryan Mccrystal           | 4:01:45 |
| Europa           | Switzerland                 | Josh Amberger            | 3:49:46 | Manuel Kueng            | 3:50:58 | Boris Stein               | 3:51:31 |
| Europa           | Turkey                      | Sviatoslav Tsvetkov      | 3:56:23 | Platon Kiselev          | 3:57:51 | Denis Krestin             | 3:57:54 |
| Europa           | Vichy                       | Maurice Clavel           | 3:46:17 | Colin Norris            | 3:53:54 | Mattia Ceccarelli         | 3:58:42 |
| Europa           | Weymouth                    | Elliot Smales            | 4:03:08 | Sam Pictor              | 4:06:29 | Sam Proctor               | 4:07:27 |
| Europa           | Zell Am See                 | Michael Weiss            | 1:36:14 | Andreas Giglmayr        | 1:37:06 | László Tarnai             | 1:38:26 |
| Asia/Pacifico    | Astana                      | Peter Wolkowicz          | 3:58:19 | Viktor Aleshin          | 4:09:18 | Sergey Khazov             | 4:10:36 |
| Asia/Pacifico    | Bintan                      | Tim Reed                 | 3:56:02 | Mike Phillips           | 3:57:56 | Matt Burton               | 4:06:16 |
| Asia/Pacifico    | Busselton                   | Terenzo Bozzone          | 3:27:01 | Callum Millward         | 3:38:30 | Craig Alexander           | 3:39:04 |
| Asia/Pacifico    | Cairns                      | Simon Hearn              | 4:09:00 | Hayden Armstrong        | 4:12:46 | Brock Millard             | 4:13:33 |
| Asia/Pacifico    | Centrair Chita              | Lindsey Lawry            | 4:04:11 | Mitchell Kibby          | 4:04:21 | Sam Douglas               | 4:05:49 |
| Asia/Pacifico    | Colombo                     | Olivier Godart           | 4:06:06 | Davide Rossetti         | 4:23:39 | Francisco G. Nebot Martin | 4:25:33 |
| Asia/Pacifico    | Davao                       | Mauricio Mendez          | 3:50:32 | Tim Reed                | 3:52:26 | Tim Van Berkel            | 3:53:45 |
| Asia/Pacifico    | Geelong                     | Sam Appleton             | 3:45:53 | Josh Amberger           | 3:47:22 | Ryan Fisher               | 3:49:10 |
| Asia/Pacifico    | Jeju                        | oo Man Hong              | 4:08:13 | Lt. Pipatpon Ingkanont  | 4:11:28 | Richard Platt             | 4:15:03 |
| Asia/Pacifico    | Langkawi                    | Tim Ballintine           | 4:14:07 | Paul Lennart Siemers    | 4:26:55 | Rob Pouw                  | 4:28:48 |
| Asia/Pacifico    | Liuzhou                     | Alistair Brownlee        | 3:45:42 | Craig Alexander         | 3:49:26 | Sam Betten                | 3:50:38 |
| Asia/Pacifico    | New Zealand                 | Charles Legget           | 4:12:30 | Sam Colvin              | 4:15:24 | Finn Nugent               | 4:16:15 |
| Asia/Pacifico    | Philippines                 | Mauricio Mendez          | 3:21:29 | Tyler Butterfield       | 3:22:10 | Braden Currie             | 3:22:56 |
| Asia/Pacifico    | Port Macquarie              | Brock Millard            | 4:15:10 | Troy Page               | 4:19:14 | Sam Colvin                | 4:21:30 |
| Asia/Pacifico    | Qujing                      | David Dellow             | 4:01:43 | Guy Crawford            | 4:03:30 | Mitchell Kibby            | 4:04:03 |
| Asia/Pacifico    | Shanghai                    | Matt Trautman            | 3:46:26 | Mitch Robins            | 3:46:50 | Justin Metzler            | 3:48:30 |
| Asia/Pacifico    | Subic Bay                   | Andy Wibowo              | 4:39:39 | Giovanni Bella          | 4:48:42 | Giulio Vanni              | 4:57:32 |
| Asia/Pacifico    | Sunshine Coast              | Tim Reed                 | 3:42:25 | Craig Alexander         | 3:43:18 | David Mainwaring          | 3:44:08 |
| Asia/Pacifico    | Taiwan                      | Cody Beals               | 3:46:39 | Filipe Azevedo          | 3:52:53 | Tim Van Berkel            | 3:53:35 |
| Asia/Pacifico    | Taupo                       | Mike Phillips            | 3:52:56 | Casey Munro             | 3:55:32 | Tim Reed                  | 3:56:12 |
| Asia/Pacifico    | Vietnam                     | Timothy Reed             | 3:54:42 | Tim Van Berkel          | 3:56:40 | Mike Phillips             | 4:00:52 |
| Asia/Pacifico    | Western Australia           | Leigh Anderson-Voigt     | 4:00:30 | Owain Matthews          | 4:10:59 | James Cameron             | 4:14:10 |
| Asia/Pacifico    | Western Sydney              | Terenzo Bozzone          | 3:43:26 | Sam Appleton            | 3:45:38 | Casey Munro               | 3:53:26 |
| Asia/Pacifico    | Xiamen                      | Kevin Collington         | 3:48:42 | Trevor Wurtele          | 3:49:47 | Milosz Sowinski           | 3:51:04 |
| Sud America      | Bariloche                   | Terenzo Bozzone          | 3:58:57 | Igor Amorelli           | 4:02:36 | Kennett Peterson          | 4:04:12 |
| Sud America      | Cartagena                   | Paulo R. Maciel Da Silva | 3:55:29 | Tim Rea                 | 3:57:07 | Rodrigo A. Van Arcken     | 3:59:01 |
| Sud America      | Coquimbo                    | Andy Potts               | 4:02:30 | Santiago Ascenco        | 4:03:34 | Felipe Van De Wyngard     | 4:04:31 |
| Sud America      | Costa Rica                  | Tim Don                  | 3:49:59 | Ryan Fisher             | 3:50:57 | Santiago Ascenco          | 3:54:26 |
| Sud America      | Ecuador                     | Igor Amorelli            | 3:52:30 | Tim Rea                 | 3:55:36 | Paul Matthews             | 4:00:09 |
| Sud America      | Florianopolis               | Igor Amorelli            | 3:46:46 | Timothy O'Donnell       | 3:50:22 | Iuri Vinuto Josino        | 3:51:49 |
| Sud America      | Fortaleza                   | Josè Belarmino           | 4:07:28 | Rodrigo Lobo            | 4:08:17 | Cid Barbosa               | 4:10:40 |
| Sud America      | Maceio                      | Cid Santos               | 4:00:34 | Rodrigo Lobo            | 4:02:21 | Josè Belarmino            | 4:03:34 |
| Sud America      | Peru                        | Cyril Viennot            | 3:47:19 | Andy Potts              | 3:47:49 | Mario De Elias            | 3:49:57 |
| Sud America      | Pucon                       | Lionel Sanders           | 3:48:44 | Mauricio Mendez         | 3:56:50 | Felipe Barraza            | 3:58:58 |
| Sud America      | Puerto Rico                 | Nicholas Marcantonio     | 4:15:31 | Olivier Noglotte        | 4:19:02 | Tyler Le Roy              | 4:27:52 |
| Sud America      | Punta Del Este              | Gonzalo Acosta           | 4:13:38 | Sebastian Arrative      | 4:15:29 | Eduardo Mansilla          | 4:16:40 |
| Sud America      | Rio de Janeiro              | Reinaldo Colucci         | 3:51:58 | Iuri Vinuto Josino      | 3:54:22 | Fernando Toldi            | 3:55:38 |
| Sud America      | South American Championship | Rodolophe Von Berg       | 3:46:16 | Reinaldo Colucci        | 3:50:35 | Santiago Ascenco          | 3:51:46 |
| Africa/M.Oriente | Dubai                       | Alistair Brownlee        | 3:35:30 | Sven Riederer           | 3:42:05 | Ruedi Wild                | 3:42:42 |
| Africa/M.Oriente | Durban                      | Ryan Schmitz             | 4:15:13 | Donovan Geldenhuys      | 4:16:38 | Tiaan Swart               | 4:17:38 |
| Africa/M.Oriente | Bahrain                     | Kristian Blummenfelt     | 3:29:04 | Gustav Iden             | 3:29:25 | Casper Stornes            | 3:33:31 |
| Africa/M.Oriente | South Africa                | Matt Trautman            | 4:09:19 | Kenneth Vandendriessche | 4:11:13 | Evert Scheltinga          | 4:12:13 |

### Donne
| Continente       | Evento                      | Oro                     | Tempo   | Argento                   | Tempo   | Bronzo                    | Tempo   |
| Nord America     | Arizona                     | Gabrielle Bunten        | 4:41:11 | Rochelle Arko             | 4:51:31 | Hayley Lytle              | 4:52:56 |
| Nord America     | Atlantic City               | Sharon Schmidt-Mongrain | 4:37:20 | Dana Glodek               | 4:46:21 | Maude Lasalle             | 4:46:55 |
| Nord America     | Augusta                     | Mirinda Carfrae         | 4:05:36 | Jeanni Seymour            | 4:06:58 | Lauren Barnett            | 4:13:16 |
| Nord America     | Boulder                     | Ellie Salthouse         | 4:03:57 | Jeanni Seymour            | 4:12:27 | Lesley Smith              | 4:17:24 |
| Nord America     | Calgary                     | Katrina Rye             | 4:25:15 | Sharon Styles             | 4:30:21 | Laura Mcdonald            | 4:30:57 |
| Nord America     | Campeche                    | Heather Wurtele         | 4:17:23 | Lauren Brandon            | 4:26:48 | Angela Naeth              | 4:27:39 |
| Nord America     | Canada                      | Christina Feliz         | 4:43:13 | Liz Cullen                | 4:54:27 | Christy Drever            | 4:58:45 |
| Nord America     | Chattanooga                 | Heather Jackson         | 4:11:08 | Meredith Kessler          | 4:12:20 | Linsey Corbin             | 4:16:43 |
| Nord America     | Coeur d'Alene               | Haley Chura             | 4:21:42 | Sarah Piampiano           | 4:23:39 | Linsey Corbin             | 4:25:13 |
| Nord America     | Cozumel                     | Ellie Salthouse         | 4:15:12 | Svenja Thoes              | 4:16:44 | Angela Naeth              | 4:25:12 |
| Nord America     | Eagleman                    | Stephanie Roy           | 4:15:31 | Jodie Robertson           | 4:17:06 | Holly Benner              | 4:20:53 |
| Nord America     | Florida                     | Deanna Newman           | 4:42:22 | Emily Cameron             | 4:42:27 | Ryan Streicker            | 4:42:46 |
| Nord America     | Gulf Coast                  | Florencia Morales       | 4:39:50 | Deanna Newman             | 4:42:31 | Amy Stanton               | 4:48:42 |
| Nord America     | Hawaii                      | Fiona Crombie           | 4:52:32 | Carly Killam              | 4:56:19 | Lauren Harrison           | 4:57:14 |
| Nord America     | Indian Wells                | Chelsea Sodaro          | 4:14:29 | Haley Chura               | 4:17:16 | Carrie Lester             | 4:20:38 |
| Nord America     | Lake Placid                 | Samantha Snukis         | 4:57:25 | Michelle Barnes           | 5:00:14 | Ginny Cataldi             | 5:03:17 |
| Nord America     | Los Cabos                   | Ellie Salthouse         | 4:17:36 | Carrie Lester             | 4:22:01 | Heather Wurtele           | 4:24:48 |
| Nord America     | Maine                       | Melissa Norcross        | 4:44:24 | Marie-Michelle Desrochers | 4:45:33 | Allison Gadaleta          | 4:46:57 |
| Nord America     | Mont-Tremblant              | Joffrey Renaud          | 4:13:04 | Meredith Kessler          | 4:14:35 | Rachel Mcbride            | 4:17:19 |
| Nord America     | Monterrey                   | Paola Gamboa            | 4:36:24 | Rina Cohen Credi          | 4:41:58 | Paula M. Ovalle Rodriguez | 4:44:42 |
| Nord America     | Muncie                      | Hilary Fenton           | 4:31:49 | Dani Fisher               | 4:31:50 | Jacqui Giuliano           | 4:36:30 |
| Nord America     | Muskoka                     | Tamara Jewett           | 4:20:45 | Jennifer Zenker           | 4:30:49 | Erin Snelgrove            | 4:32:40 |
| Nord America     | New Orleans                 | Megan Hebda             | 4:24:57 | Mollie Hebda              | 4:25:50 | Carrie Heidrich           | 4:34:48 |
| Nord America     | Oceanside                   | Anne Haug               | 4:12:03 | Holly Lawrence            | 4:16:26 | Sarah True                | 4:21:53 |
| Nord America     | Ohio                        | Meghan Fillnow          | 4:37:17 | Laura Aykroyd             | 4:40:21 | Lori Sherlock             | 4:41:46 |
| Nord America     | Santa Cruz                  | Sarah Crowley           | 4:11:40 | Paula Findlay             | 4:12:09 | Skye Moench               | 4:15:07 |
| Nord America     | Santa Rosa                  | Mirinda Carfrae         | 3:43:21 | Heather Wurtele           | 3:45:20 | Pamella Oliveira          | 3:46:30 |
| Nord America     | St George                   | Paula Findlay           | 4:15:53 | Jeanni Seymour            | 4:17:19 | Sarah True                | 4:17:46 |
| Nord America     | Steelhead                   | Sarah Haskins-Kortuem   | 4:16:19 | Jackie Hering             | 4:17:46 | Christine Cross           | 4:24:08 |
| Nord America     | Superfrog                   | Alexandra Watt          | 4:53:35 | Mina Pizzini              | 4:56:28 | Rachael Robnett           | 4:58:15 |
| Nord America     | Syracuse                    | Lynda Gingras           | 4:56:22 | Laura Aykroyd             | 4:58:20 | Carolina Ponce            | 5:01:23 |
| Nord America     | Texas                       | Mel Hauschildt          | 4:07:55 | Mirinda Carfrae           | 4:09:50 | Heather Wurtele           | 4:09:59 |
| Nord America     | Victoria                    | Rachel Mcbride          | 4:28:03 | Jen Annett                | 4:29:23 | Jennifer Spieldenner      | 4:31:48 |
| Nord America     | Waco                        | Haley Chura             | 3:45:48 | Alicia Kaye               | 3:50:11 | Chelsea Sodaro            | 3:53:25 |
| Nord America     | Wisconsin                   | Elizabeth Lieberman     | 4:58:08 | Ami Hutchinson            | 5:01:41 | Dani Fisher               | 5:05:06 |
| Europa           | Aix-en-Provence             | Manon Genet             | 4:24:22 | Lisa Hütthaler            | 4:27:08 | Fenella Langridge         | 4:28:24 |
| Europa           | Barcelona                   | Emma Pallant            | 4:32:53 | Fenella Langridge         | 4:39:03 | Eva Wutti                 | 4:39:29 |
| Europa           | Cascais                     | Agnieszka Jerzyk        | 4:26:06 | Katrien Verstuyft         | 4:27:16 | Sarah Lewis               | 4:30:17 |
| Europa           | Dun Laoghaire               | Emma Pallant            | 4:48:02 | Tine Deckers              | 4:49:30 | Amber Ferreira            | 5:04:01 |
| Europa           | Edinburgh                   | Fenella Langridge       | 4:37:46 | Nikki Bartlett            | 4:40:55 | Martina Kunz              | 4:47:08 |
| Europa           | Elsinore                    | Mel Hauschildt          | 4:07:18 | Helle Frederiksen         | 4:09:43 | Sara Svensk               | 4:17:11 |
| Europa           | Finland                     | Kimberley Morrison      | 4:21:53 | Minna Koistinen           | 4:26:50 | Camilla Lindholm Borg     | 4:32:30 |
| Europa           | Gdynia                      | Daniela Ryf             | 3:57:54 | Mirinda Carfrae           | 4:20:46 | Ewa Komander              | 4:25:40 |
| Europa           | Haugesund                   | Gunhild Berntsen        | 4:43:57 | Nicola Boyd               | 4:47:22 | Julie Flakne Andresen     | 4:49:46 |
| Europa           | Emilia-Romagna              | Gunhild Berntsen        | 4:39:32 | Monique Grossrieder       | 4:43:23 | Bahar Eksi                | 4:44:28 |
| Europa           | Jonkoping                   | Lisa Nordén             | 4:18:17 | Kimberley Morrison        | 4:19:56 | Kerry Morris              | 4:24:02 |
| Europa           | Kraichgau                   | Laura Philipp           | 4:20:49 | Daniela Saemmler          | 4:31:15 | Yvonne Van Vlerken        | 4:34:57 |
| Europa           | Lanzarote                   | Lucy Gossage            | 4:28:02 | Jenny Schulz              | 4:30:41 | Anna Noguera              | 4:32:10 |
| Europa           | Luxembourg                  | Lisa Hütthaler          | 4:13:52 | Susie Cheetham            | 4:15:59 | Alexandra Tondeur         | 4:20:31 |
| Europa           | Mallorca                    | Marion Tuin             | 4:53:38 | Georgina Gadient          | 4:54:30 | Natalie Batey             | 4:56:37 |
| Europa           | Marbella                    | Laura Philipp           | 4:25:26 | Marta Bernardi            | 4:31:27 | Daniela Saemmler          | 4:33:28 |
| Europa           | Nice                        | Manon Genet             | 4:46:29 | Nina Derron               | 4:50:12 | Johanna Daumas Carrier    | 4:53:48 |
| Europa           | Otepaa                      | Maria Jänese            | 4:45:37 | Alma Sarapuu              | 4:53:43 | Tanja Slater              | 4:55:35 |
| Europa           | Ruegen                      | Laura Philipp           | 4:16:02 | Claire Hann               | 4:32:01 | Laura Zimmermann          | 4:33:21 |
| Europa           | Slovenian Istria            | Kristina Ziemons        | 4:51:57 | Elena Illeditsch          | 4:59:16 | Gabriele Andres           | 5:05:55 |
| Europa           | St Polten                   | Laura Philipp           | 4:14:24 | Helle Frederiksen         | 4:17:24 | Anja Beranek              | 4:21:58 |
| Europa           | Staffordshire               | Emma Pallant            | 4:16:53 | Nikki Bartlett            | 4:25:01 | Fenella Langridge         | 4:29:50 |
| Europa           | Switzerland                 | Daniela Ryf             | 4:00:54 | Imogen Simmonds           | 4:16:01 | Skye Moench               | 4:19:06 |
| Europa           | Turkey                      | Inna Tutukina           | 4:24:59 | Oriana Heer               | 4:32:24 | Saskia Käs                | 4:35:24 |
| Europa           | Vichy                       | Helle Frederiksen       | 4:11:27 | Jocelyn Mccauley          | 4:15:16 | Lisa Nordén               | 4:17:33 |
| Europa           | Weymouth                    | India Lee               | 4:25:05 | Nikki Bartlett            | 4:28:01 | Fenella Langridge         | 4:28:06 |
| Europa           | Zell Am See                 | Michaela Studena        | 3:20:03 | Beatrice Chiang           | 3:20:37 | Claire Craft              | 3:20:42 |
| Asia/Pacifico    | Astana                      | Deirdre Casey           | 4:28:22 | Liubov Polianskaia        | 4:36:17 | Izabela Sobanska          | 4:48:39 |
| Asia/Pacifico    | Bintan                      | Beth Mckenzie           | 4:32:47 | Anna Eberhardt            | 4:38:46 | Sabrina Stadelmann        | 4:41:05 |
| Asia/Pacifico    | Busselton                   | Liz Blatchford          | 4:10:55 | Annelise Jefferies        | 4:17:40 | Jennifer Lynch            | 4:19:22 |
| Asia/Pacifico    | Cairns                      | Laura Armstrong         | 4:34:53 | Jane Fardell              | 4:44:34 | Briarna Silk              | 4:47:42 |
| Asia/Pacifico    | Centrair Chita              | Grace Thek              | 4:36:19 | Christine Cross           | 4:37:54 | Manami Iijima             | 4:39:47 |
| Asia/Pacifico    | Colombo                     | Ling Er Choo            | 4:43:23 | Ushakova Svetana          | 4:46:40 | Brittany Campbell         | 5:00:16 |
| Asia/Pacifico    | Davao                       | Radka Kahlefeldt        | 4:25:38 | Naomi Washizu             | 4:36:53 | Dimity-Lee Duke           | 4:39:12 |
| Asia/Pacifico    | Geelong                     | Nina Derron             | 4:26:12 | Grace Thek                | 4:26:19 | Laura Dennis              | 4:29:39 |
| Asia/Pacifico    | Jeju                        | Kyounghee Kim           | 4:53:53 | Doeun Park                | 4:54:26 | Kim Myers                 | 4:59:49 |
| Asia/Pacifico    | Langkawi                    | Claire Walton           | 4:55:30 | Jane Archer               | 5:08:39 | See Win, Chong Irene      | 5:09:08 |
| Asia/Pacifico    | Liuzhou                     | Agnieszka Jerzyk        | 4:19:52 | Imogen Simmonds           | 4:20:01 | Sarah Piampiano           | 4:20:55 |
| Asia/Pacifico    | New Zealand                 | Madi Roberts            | 4:32:17 | Kerri Dewe                | 4:51:30 | Molly Swanson             | 4:54:34 |
| Asia/Pacifico    | Philippines                 | Radka Kahlefeldt        | 3:44:18 | Mel Hauschildt            | 3:52:30 | Caroline Steffen          | 3:53:44 |
| Asia/Pacifico    | Port Macquarie              | Madi Roberts            | 4:44:41 | Kimberley Mckinney        | 4:47:54 | Ashleigh Hunter           | 4:49:29 |
| Asia/Pacifico    | Qujing                      | Kelsey Withrow          | 4:33:26 | Kate Bevilaqua            | 4:41:15 | Michelle Vesterby         | 4:44:35 |
| Asia/Pacifico    | Shanghai                    | Caroline Steffen        | 4:06:32 | Imogen Simmonds           | 4:07:52 | Jeanni Seymour            | 4:11:35 |
| Asia/Pacifico    | Subic Bay                   | Brittany Campbell       | 5:10:48 | Claire Walton             | 5:15:22 | Inge Prasetyo             | 5:22:00 |
| Asia/Pacifico    | Sunshine Coast              | Caroline Steffen        | 4:05:44 | Annabel Luxford           | 4:06:19 | Hannah Wells              | 4:14:29 |
| Asia/Pacifico    | Taiwan                      | Agnieszka Jerzyk        | 4:21:21 | Lesley Smith              | 4:22:36 | Laura Dennis              | 4:24:28 |
| Asia/Pacifico    | Taupo                       | Radka Kahlefeldt        | 4:20:47 | Jocelyn Mccauley          | 4:26:51 | Rebecca Clarke            | 4:30:35 |
| Asia/Pacifico    | Vietnam                     | Radka Kahlefeldt        | 4:14:36 | Dimity-Lee Duke           | 4:25:35 | Caroline Steffen          | 4:29:56 |
| Asia/Pacifico    | Western Australia           | Erika Tanno             | 4:36:55 | Chloe Mackenzie           | 4:37:18 | Katherine Ryan            | 4:40:16 |
| Asia/Pacifico    | Western Sydney              | Radka Kahlefeldt        | 4:12:25 | Hannah Wells              | 4:16:44 | Grace Thek                | 4:19:35 |
| Asia/Pacifico    | Xiamen                      | Imogen Simmonds         | 4:12:40 | Heather Wurtele           | 4:17:07 | Sarah Piampiano           | 4:17:51 |
| Sud America      | Bariloche                   | Alicia Kaye             | 4:42:33 | Pamella Oliveira          | 4:43:29 | Dede Griesbauer           | 4:45:49 |
| Sud America      | Cartagena                   | Lauren Goss             | 4:22:54 | Christen Brown            | 4:30:35 | Susana Guillen            | 4:37:36 |
| Sud America      | Coquimbo                    | Lauren Goss             | 4:31:47 | Alicia Kaye               | 4:32:54 | Pamela Tastets            | 4:51:29 |
| Sud America      | Costa Rica                  | Lauren Goss             | 4:29:15 | Nicole Valentine          | 4:39:09 | Sarah Cameto              | 4:44:26 |
| Sud America      | Ecuador                     | Lauren Brandon          | 4:22:52 | Laurel Wassner            | 4:30:17 | Susana Guillen            | 4:39:25 |
| Sud America      | Florianopolis               | Pamella Oliveira        | 4:23:03 | Bruna Mahn                | 4:23:14 | Beatriz Neres             | 4:23:59 |
| Sud America      | Fortaleza                   | Claudia Dumont          | 4:44:54 | Flavia Meyer              | 4:55:03 | Paula Ponte Moreira       | 4:58:40 |
| Sud America      | Maceio                      | Vanessa Gianinni        | 4:22:03 | Claudia Dumont            | 4:23:34 | Flavia Meyer              | 4:29:22 |
| Sud America      | Peru                        | Sarah Piampiano         | 4:15:08 | Kelsey Withrow            | 4:21:00 | Romina Palacio Balena     | 4:22:13 |
| Sud America      | Pucon                       | Barbara Riveros         | 4:18:59 | Ellie Salthouse           | 4:28:09 | Valentina Carvallo        | 4:41:44 |
| Sud America      | Puerto Rico                 | Sharon Styles           | 4:41:05 | Claudia Dumont            | 4:45:02 | Emily Kratz               | 4:53:44 |
| Sud America      | Punta Del Este              | Luisina Viletto         | 4:50:30 | Pamela Espinoza Dans      | 5:01:09 | Natally Costa             | 5:05:48 |
| Sud America      | Rio de Janeiro              | Pamella Oliveira        | 4:18:01 | Romina Palacio Balena     | 4:33:37 | Carolina Bilato           | 4:39:41 |
| Sud America      | South American Championship | Pamella Oliveira        | 4:19:37 | Lauren Goss               | 4:20:17 | Romina Palacio Balena     | 4:25:38 |
| Africa/M.Oriente | Dubai                       | Anne Haug               | 4:00:25 | Sarah Lewis               | 4:05:19 | Holly Lawrence            | 4:07:36 |
| Africa/M.Oriente | Durban                      | Mariella Sawyer         | 4:52:26 | Kirsten Schut             | 4:55:02 | Eulali Gouws              | 4:55:41 |
| Africa/M.Oriente | Bahrain                     | Holly Lawrence          | 3:59:20 | Sarah Lewis               | 4:00:13 | Ellie Salthouse           | 4:06:25 |
| Africa/M.Oriente | South Africa                | Jeanni Seymour          | 4:32:23 | Emma Pallant              | 4:34:21 | Judith Corachan           | 4:44:24 |

## Calendario competizioni
| Continente       | Paese                       | Data              |
| ---------------- | --------------------------- | ----------------- |
| Nord America     | Arizona                     | 21 ottobre 2018   |
| Nord America     | Atlantic City               | 22 settembre 2018 |
| Nord America     | Augusta                     | 22 settembre 2018 |
| Nord America     | Boulder                     | 3 agosto 2018     |
| Nord America     | Buffalo Springs Lake        | 24 giugno 2018    |
| Nord America     | Calgary                     | 28 luglio 2018    |
| Nord America     | Campeche                    | 18 marzo 2018     |
| Nord America     | Canada                      | 28 luglio 2018    |
| Nord America     | Chattanooga                 | 19 maggio 2018    |
| Nord America     | Coeur d'Alene               | 23 giugno 2018    |
| Nord America     | Cozumel                     | 29 settembre 2018 |
| Nord America     | Eagleman                    | 9 giugno 2018     |
| Nord America     | Florida                     | 7 aprile 2018     |
| Nord America     | Gulf Coast                  | 11 maggio 2018    |
| Nord America     | Hawaii                      | 1 giugno 2018     |
| Nord America     | Indian Wells                | 9 dicembre 2018   |
| Nord America     | Lake Placid                 | 8 settembre 2018  |
| Nord America     | Los Cabos                   | 4 novembre 2018   |
| Nord America     | Maine                       | 25 agosto 2018    |
| Nord America     | Mont-Tremblant              | 23 giugno 2018    |
| Nord America     | Monterrey                   | 12 maggio 2018    |
| Nord America     | Muncie                      | 13 luglio 2018    |
| Nord America     | Muskoka                     | 7 luglio 2018     |
| Nord America     | New Orleans                 | 21 ottobre 2018   |
| Nord America     | Oceanside                   | 6 aprile 2018     |
| Nord America     | Ohio                        | 28 luglio 2018    |
| Nord America     | Raleigh                     | 3 giugno 2018     |
| Nord America     | Santa Cruz                  | 8 settembre 2018  |
| Nord America     | Santa Rosa                  | 27 luglio 2018    |
| Nord America     | St George                   | 4 maggio 2018     |
| Nord America     | Steelhead                   | 11 agosto 2018    |
| Nord America     | Superfrog                   | 15 settembre 2018 |
| Nord America     | Syracuse                    | 10 luglio 2018    |
| Nord America     | Texas                       | 7 aprile 2018     |
| Nord America     | Victoria                    | 2 giugno 2018     |
| Nord America     | Waco                        | 27 ottobre 2018   |
| Nord America     | Wisconsin                   | 9 giugno 2018     |
| Europa           | Aix-en-Provence             | 12 maggio 2018    |
| Europa           | Barcelona                   | 19 maggio 2018    |
| Europa           | Cascais                     | 29 settembre 2018 |
| Europa           | Dun Laoghaire               | 18 agosto 2018    |
| Europa           | Edinburgh                   | 1 luglio 2018     |
| Europa           | Elsinore                    | 16 giugno 2018    |
| Europa           | Finland                     | 29 giugno 2018    |
| Europa           | Gdynia                      | 4 agosto 2018     |
| Europa           | Haugesund                   | 30 giugno 2018    |
| Europa           | Emilia-Romagna              | 22 settembre 2018 |
| Europa           | Jonkoping                   | 7 luglio 2018     |
| Europa           | Kraichgau                   | 2 giugno 2018     |
| Europa           | Lanzarote                   | 5 ottobre 2018    |
| Europa           | Luxembourg                  | 16 giugno 2018    |
| Europa           | Mallorca                    | 11 maggio 2018    |
| Europa           | Marbella                    | 29 aprile 2018    |
| Europa           | Nice                        | 15 settembre 2018 |
| Europa           | Otepaa                      | 15 giugno 2018    |
| Europa           | Ruegen                      | 9 settembre 2018  |
| Europa           | Slovenian Istria            | 22 settembre 2018 |
| Europa           | St Polten                   | 25 maggio 2018    |
| Europa           | Staffordshire               | 9 giugno 2018     |
| Europa           | Switzerland                 | 9 giugno 2018     |
| Europa           | Turkey                      | 27 ottobre 2018   |
| Europa           | Vichy                       | 24 agosto 2018    |
| Europa           | Weymouth                    | 22 settembre 2018 |
| Europa           | Zell Am See                 | 25 agosto 2018    |
| Asia/Pacifico    | Astana                      | 16 gennaio 2018   |
| Asia/Pacifico    | Bintan                      | 18 agosto 2018    |
| Asia/Pacifico    | Busselton                   | 5 maggio 2018     |
| Asia/Pacifico    | Cairns                      | 9 giugno 2018     |
| Asia/Pacifico    | Centrair Chita              | 16 giugno 2018    |
| Asia/Pacifico    | Colombo                     | 25 febbraio 2018  |
| Asia/Pacifico    | Davao                       | 25 marzo 2018     |
| Asia/Pacifico    | Geelong                     | 18 febbraio 2018  |
| Asia/Pacifico    | Jeju                        | 8 luglio 2018     |
| Asia/Pacifico    | Langkawi                    | 17 novembre 2018  |
| Asia/Pacifico    | Liuzhou                     | 13 aprile 2018    |
| Asia/Pacifico    | New Zealand                 | 3 marzo 2018      |
| Asia/Pacifico    | Philippines                 | 4 agosto 2018     |
| Asia/Pacifico    | Port Macquarie              | 5 maggio 2018     |
| Asia/Pacifico    | Qujing                      | 4 agosto 2018     |
| Asia/Pacifico    | Shanghai                    | 20 ottobre 2018   |
| Asia/Pacifico    | Subic Bay                   | 2 giugno 2018     |
| Asia/Pacifico    | Sunshine Coast              | 25 agosto 2018    |
| Asia/Pacifico    | Taiwan                      | 18 marzo 2018     |
| Asia/Pacifico    | Taupo                       | 8 dicembre 2018   |
| Asia/Pacifico    | Vietnam                     | 12 maggio 2018    |
| Asia/Pacifico    | Western Australia           | 2 dicembre 2018   |
| Asia/Pacifico    | Western Sydney              | 25 novembre 2018  |
| Asia/Pacifico    | Xiamen                      | 18 novembre 2018  |
| Sud America      | Bariloche                   | 11 marzo 2018     |
| Sud America      | Cartagena                   | 2 dicembre 2018   |
| Sud America      | Coquimbo                    | 19 ottobre 2018   |
| Sud America      | Costa Rica                  | 12 luglio 2018    |
| Sud America      | Ecuador                     | 7 luglio 2018     |
| Sud America      | Florianopolis               | 21 aprile 2018    |
| Sud America      | Fortaleza                   | 24 novembre 2018  |
| Sud America      | Maceio                      | 4 agosto 2018     |
| Sud America      | Peru                        | 21 aprile 2018    |
| Sud America      | Pucon                       | 14 gennaio 2018   |
| Sud America      | Puerto Rico                 | 18 marzo 2018     |
| Sud America      | Punta Del Este              | 7 aprile 2018     |
| Sud America      | Rio de Janeiro              | 29 settembre 2018 |
| Sud America      | South American Championship | 4 novembre 2018   |
| Africa/M.Oriente | Bahrain                     | 24 ottobre 2018   |
| Africa/M.Oriente | Dubai                       | 2 febbraio 2018   |
| Africa/M.Oriente | Durban                      | 2 giugno 2018     |
| Africa/M.Oriente | Bahrain                     | 24 ottobre 2018   |
| Africa/M.Oriente | South Africa                | 28 gennaio 2018   |

## Medagliere competizioni
| Pos. | Paese          | Oro | Argento | Bronzo |     |
| ---- | -------------- | --- | ------- | ------ | --- |
| 1    | Stati Uniti    | 48  | 52      | 51     | 151 |
| 2    | Australia      | 26  | 31      | 33     | 90  |
| 3    | Canada         | 19  | 17      | 15     | 51  |
| 4    | Regno Unito    | 18  | 19      | 14     | 51  |
| 5    | Germania       | 14  | 10      | 10     | 34  |
| 6    | Brasile        | 12  | 12      | 13     | 37  |
| 7    | Svizzera       | 8   | 11      | 5      | 24  |
| 8    | Nuova Zelanda  | 8   | 5       | 5      | 18  |
| 9    | Sudafrica      | 6   | 5       | 3      | 14  |
| 10   | Francia        | 6   | 3       | 3      | 12  |
| 11   | Norvegia       | 5   | 3       | 3      | 11  |
| 12   | Rep. Ceca      | 5   | 0       | 0      | 5   |
| 13   | Austria        | 4   | 4       | 2      | 10  |
| 14   | Polonia        | 4   | 0       | 3      | 7   |
| 15   | Argentina      | 3   | 2       | 4      | 9   |
| 16   | Messico        | 2   | 3       | 3      | 8   |
| 17   | Spagna         | 2   | 2       | 4      | 8   |
| 18   | Estonia        | 2   | 1       | 1      | 4   |
| 19   | Corea del Sud  | 2   | 1       | 0      | 3   |
| 20   | Belgio         | 1   | 4       | 4      | 9   |
| 21   | Russia         | 1   | 4       | 3      | 8   |
| 22   | Danimarca      | 1   | 2       | 1      | 4   |
| 23   | Cile           | 1   | 1       | 4      | 6   |
| 24   | Giappone       | 1   | 1       | 0      | 2   |
| 24   | Singapore      | 1   | 1       | 0      | 2   |
| 26   | Paesi Bassi    | 1   | 0       | 4      | 5   |
| 27   | Irlanda        | 1   | 0       | 3      | 4   |
| 27   | Svezia         | 1   | 0       | 3      | 4   |
| 29   | Colombia       | 1   | 0       | 1      | 2   |
| 29   | Ecuador        | 1   | 0       | 1      | 2   |
| 29   | India          | 1   | 0       | 1      | 2   |
| 32   | Lussemburgo    | 1   | 0       | 0      | 1   |
| 32   | Ucraina        | 1   | 0       | 0      | 1   |
| 34   | Italia         | 0   | 4       | 4      | 8   |
| 35   | Bermuda        | 0   | 3       | 0      | 3   |
| 36   | Portogallo     | 0   | 2       | 1      | 3   |
| 37   | Ungheria       | 0   | 1       | 1      | 2   |
| 38   | Costa d'Avorio | 0   | 1       | 0      | 1   |
| 38   | Finlandia      | 0   | 1       | 0      | 1   |
| 38   | Lettonia       | 0   | 1       | 0      | 1   |
| 38   | Thailandia     | 0   | 1       | 0      | 1   |
| 42   | Panama         | 0   | 0       | 2      | 2   |
| 43   | Malaysia       | 0   | 0       | 1      | 1   |
| 43   | Slovenia       | 0   | 0       | 1      | 1   |
| 43   | Turchia        | 0   | 0       | 1      | 1   |